# Elston Howard
Elston Gene Howard (San Luis, Misuri, 23 de febrero de 1929-Nueva York, Nueva York, 14 de diciembre de 1980), más conocido como Elston Howard, fue un jugador profesional estadounidense de béisbol que se desempeñó en la posición de cácher en las Grandes Ligas de Béisbol (MLB). Es poseedor de dos Guantes de Oro.

## Carrera
Howard jugó como profesional una temporada en Kansas City Monarchs (1948), después se unió a New York Yankees (1955-1967), luego a Boston Red Sox, donde jugó dos temporadas (1967-1968), y fue el equipo en el que se retiró.

## Premios
Fue galardonado con el Guante de Oro en dos oportunidades (1963 y 1964).